# ¡Aquí están los Montesinos!
¡Aquí están los Montesinos! es una novela del catedrático y escritor peruano Feliciano Padilla Chalco publicada el 2006.

## Argumento
La novela narra la historia de Santiago Montesinos, hacendado y diputado por el departamento de Apurímac entre 1895 y 1906 que buscaba su reelección como diputado por la provincia de Cotabambas y que tuvo que competir con Rafael Grau, hijo del héroe peruano de la guerra con Chile Miguel Grau quien ocupaba esa diputación desde 1907 hasta 1917, año de los acontecimientos. Grau también buscaba la reelección por esa circunscripción. Este enfrentamiento refleja la tensión entre el centralismo limeño, representado por Grau quien buscaba hacerse elegir nuevamente por una provincia que ni siquiera conocía, frente a la reivindicación provinciana representada por Montesinos que provenía de una familia notable de la zona, parte de la élite regional apurimeña, dueña de grandes terrenos y con raigambre histórico en las luchas políticas de ese departamento y también del departamento del Cusco. Durante una visita que Grau realizó a la provincia, se produjo un choque entre seguidores de ambos candidatos y en la escaramuza fue asesinado Rafael Grau. 
La muerte del hijo del héroe generó atención e indignación en la capital de la república, iniciándose una persecución contra Santiago Montesinos y contra su familia siendo perseguidos por el capitán Guzmán Marquina, prefecto del departamento quien también era un forastero.